# John Etheridge

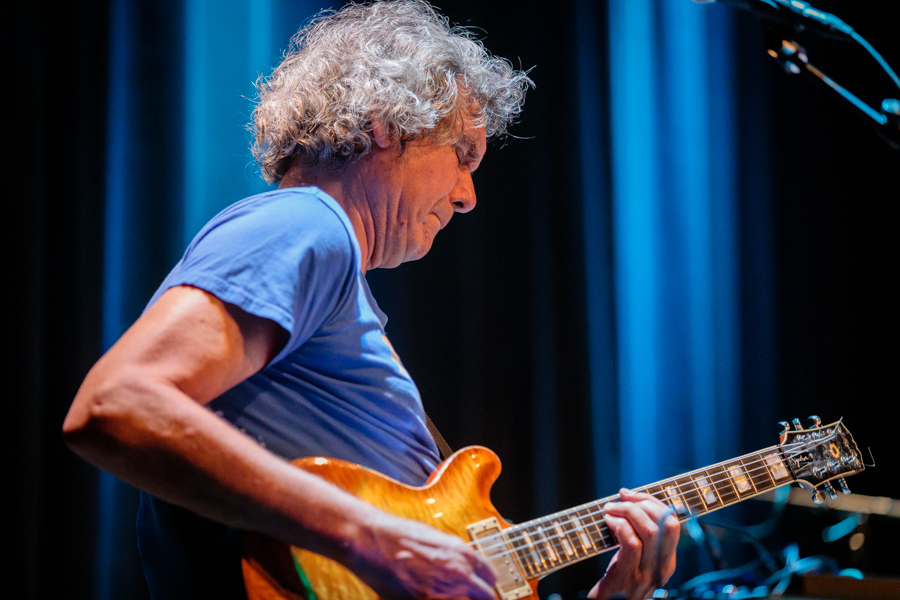
John Etheridge (2018)
Bild: Tore Sætre

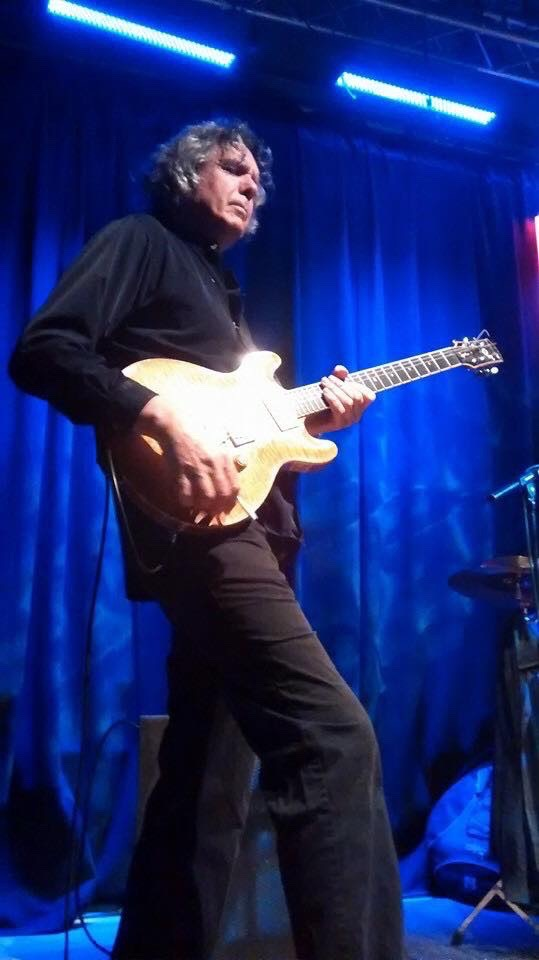
John Etheridge, 2016

John Michael Glyn Etheridge (* 12. Januar 1948 in Lambeth, London) ist ein britischer Jazzgitarrist, der zur Canterbury Scene gezählt wird.

## Leben und Wirken
Etheridge lernte mit 13 Jahren als Autodidakt Gitarre. Nach einem Studium der Kunstgeschichte an der University of Essex spielte er ab 1971 in verschiedenen Jazzrockbands. Zwischen 1975 und 1978 war er ein Mitglied von Soft Machine. Außerdem war er bis 1981 mit Diz Disley und Stéphane Grappelli auf Tournee. Zugleich gründete er seine Second Vision (mit Ric Sanders und Fred T. Baker). Nach Auftritten in Australien und den Vereinigten Staaten (auch im Duo mit Bassist Brian Torff) wirkte er im John Etheridge Trio, aber auch mit Gary Boyle. Zwischen 1989 und 1993 war er mit Danny Thompsonʼs Whatever unterwegs.
Weiterhin war er mit Dick Heckstall-Smith, Biréli Lagrène, Nigel Kennedy und Andy Summers auf Tournee. Zudem spielte er im Elton Dean/John Etheridge Quartet und in WEB (John Williams, Etheridge, Bebey). 1999 gründete Etheridge die Frank-Zappa-Tribut-Band Zappatistas, die eine Live-CD veröffentlichte und auch 2006 auf dem deutschen Zappanale-Festival auftrat.
2005 tourte Etheridge gemeinsam mit drei weiteren Ex-Mitgliedern von Soft Machine – Hugh Hopper, Elton Dean und John Marshall als Soft Machine Legacy und produzierten auch drei Alben. Im Mai 2024 tourte er zusammen mit Gordon Giltrap. Darüber hinaus unterrichtet Etheridge.

## Lexigraphische Einträge
- Ian Carr, Digby Fairweather, Brian Priestley: Rough Guide Jazz. Der ultimative Führer zur Jazzmusik. 1700 Künstler und Bands von den Anfängen bis heute. Metzler, Stuttgart/Weimar 1999, ISBN 3-476-01584-X.